# Daniel Prodan
Daniel Claudiu Prodan (ur. 23 marca 1972 roku w Satu Mare, zm. 16 listopada 2016 w Voluntari) – rumuński piłkarz, występujący na pozycji środkowego obrońcy. Był wychowankiem Olimpii Satu Mare. Kiedy miał dwadzieścia jeden lat trafił do Steauy Bukareszt, w której grał przez prawie pięć lat, corocznie zdobywając mistrzostwo kraju. W rozgrywkach 1996–1997 drużyna prowodzona przez Dumitru Dumitriu występowała w Lidze Mistrzów, gdzie w grupie walczyła m.in. z Widzewem Łódź i Atlético Madryt. I właśnie do ówczesnego mistrza Hiszpanii odszedł Prodan na początku 1997 roku. Występował w nim przez półtora roku, najczęściej w pierwszej jedenastce. Sezon 1997–1998 zakończył przedwcześnie z powodu kontuzji, która uniemożliwiła mu wyjazd na Mundial 1998. Po mistrzostwach przeszedł do Rangers F.C., ale - mimo iż wywalczył z tym klubem dwa tytuły mistrza Szkocji - w teamie prowadzonym przez Dicka Advocaata był tylko rezerwowym. Zimą 1999 roku powrócił do Steauy, lecz rozegrał w jej barwach tylko jedno spotkanie. Później, aż do zakończenia piłkarskiej kariery w 2003 roku, zmieniał kluby średnio co pół roku; był zawodnikiem Rocaru Bukareszt, z którym spadł do Divizii B, Naționalu Bukareszt i zespołu z Serie B Messiny.
W reprezentacji Rumunii rozegrał 54 mecze. Zadebiutował w czerwcu 1993 roku w spotkaniu eliminacji do Mundialu 1994 z Czechosłowacją. Na samych mistrzostwach wystąpił we wszystkich pięciu meczach; w drużynie Anghela Iordănescu tworzył wraz z Gheorghe Popescu duet środkowych obrońców. Podobnie było dwa lata później na Euro 1996, gdzie - z powodu przymusowej absencji po czerwonej kartce - zabrakło go tylko w jednym spotkaniu. Po Mundialu 1998, który musiał opuścić z powodu kontuzji, występował w kadrze sporadycznie. Ostatni raz zagrał w niej w czerwcu 2001 roku przeciw Węgrom.
Zmarł 16 listopada 2016 w swoim domu w Voluntari na zawał serca.

## Sukcesy piłkarskie
- mistrzostwo Rumunii 1993, 1994, 1995, 1996 i 1997, Puchar Rumunii 1996 i 1997 oraz Superpuchar Rumunii 1994 i 1995 ze Steauą Bukareszt
- mistrzostwo Szkocji 1999 i 2000 oraz Puchar Szkocji 1999 i 2000 z Rangers F.C.
- wicemistrzostwo Rumunii 2002 z Naționalem Bukareszt